# 刘氏白环蛇
刘氏白环蛇（学名：Lycodon liuchengchaoi ）也称刘氏链蛇，一种分布于中国大陆地区的爬行动物，隶属于游蛇科白环蛇属（链蛇属）。

## 发现及分布
本种是2011年依据采集自四川省青川县唐家河国家级自然保护区的标本发表的蛇类新种，种加词取自中国动物学家刘承钊先生的名字命名。之后本种又陆续在陕西、安徽、浙江、河南、广东、湖南及山西等地发现。
之前在甘肃发现的横纹小头蛇（Oligodon multizonatum）分布，有学者认定是本种的同物异名。

## 形态特征
刘氏白环蛇身体呈黑色或暗棕色，具有黄色环纹，亦环围腹面。头部枕部有黄色或淡黄色横斑。

## 保护
本种于2023年被收录入《有重要生态、科学、社会价值的陆生野生动物名录》。